# Finck von Finckenstein

Stammwappen der Finck von Finckenstein

Die Grafen Finck von Finckenstein sind ein ostpreußisches Adelsgeschlecht, das in Preußen eine wichtige Rolle gespielt hat.

## Geschichte

### Mögliche Ursprünge
Die Ursprünge der Familie liegen im Dunkeln. Unter seinem heutigen Namen erscheint das Geschlecht erst 1451 urkundlich mit Michael Fincke, der 1474 Finck von Roggenhausen genannt wird, als er das Gut Roggenhausen im Kreis Neidenburg erwarb. Über die Herkunft dieses Michael wird spekuliert. Die Fincks sind vermutlich prußischen Ursprungs, weil viele prußische Familien mit Vogelnamen wie Birkhahn, Rabe, Nachtigall etc. in Erscheinung traten.
In der älteren genealogischen Literatur wird teilweise ein Nicze von Roghusen als Ahnherr angenommen, der unter dem Namen Nikolaus Roghusen bereits 1375 und als dominus Nycolaus Roghusen 1393 in Marienwerder erwähnt wird. Soweit aber diese Person urkundlich gesichert ist, so unsicher ist die Zuordnung zur Familie Finck, die erst ein Jahrhundert später erscheint. Der Genannte war vermutlich ein Mitglied der Familie von Rockhausen mit gleichnamigem Stammsitz in Thüringen; angeblich soll er 1388 auf der Deutschordensburg Roggenhausen erscheinen, die allerdings damals Groß-Rogis hieß.
Wegen seiner Verdienste im spanischen Erbfolgekrieg wurde Feldmarschall Albrecht Konrad Finck von Finckenstein (1660–1735) zusammen mit drei seiner Vettern im Jahr 1710 von Kaiser Leopold I. in den Reichsgrafenstand unter dem Namen Finck von Finckenstein erhoben.
Eine alte, in dem Finckensteinschen Reichsgrafen-Diplom von 1710 dargestellte Überlieferung weist auf die in Kärnten gelegene Burgruine Finkenstein als angebliche Wiege des Geschlechts. Dort erscheint ein gleichnamiges Uradelsgeschlecht erstmals 1143 mit Gotwold von Finkenstein, Herr auf Finkenstein am Faaker See. Ein solcher Ursprung erscheint zwar theoretisch möglich, weil der den Ostseeraum kolonisierende Deutsche Orden sich aus Rittern aus dem gesamten Heiligen Römischen Reich rekrutierte. Eine Abstammung der ostpreußischen Familie von den Anfang des 14. Jahrhunderts erloschenen Kärntner Finkensteins ist aber höchst unwahrscheinlich. Sie ist urkundlich nicht nachgewiesen, die Kärntner Finkensteins führten ein anderes Wappen und die urkundliche Ersterwähnung der ostpreußischen Finck zunächst unter dem Namen Fincke (1451) bzw. Finck von Roggenhausen (1474) – und erst ab dem 17. Jahrhundert als Finck von Finckenstein – spricht dagegen. Es dürfte sich bei dieser Abstammungstheorie um eine, damals bei Wappen- oder Titelverleihungen nicht selten vorgenommene, alliterative Namensergänzung samt uradliger Herleitung handeln.

### Geschichte
1474 wurde einem Michel Fincke die Handfeste über das Dorf Roggenhausen im Kreis Neidenburg ausgestellt. Als Sohn oder Erbe trat 1478 Albrecht Fincke von Roggenhausen auf. Dessen Bruder Matz Fincke heiratete eine Dorothea von Seewalde und kaufte 1486 das Gut Seewalde. Während die sogenannte Albrecht-Linie bald erlosch, lassen sich alle nachfolgenden Mitglieder der Familie Finck auf Matz Fincke auf Seewalde zurückführen. Sein Sohn Albrecht wurde Stammvater der ostpreußischen Linie, auf seinen Sohn Georg geht die spätere märkische Linie zurück.
Der Hauptmann Felix Finck erwarb 1572 Stadt und Schloss Gilgenburg in Ostpreußen, für lange Zeit Hauptsitz der Familie. Seit der dynastischen Vereinigung des Herzogtums Preußen mit dem Kurfürstentum Brandenburg 1618 traten viele Mitglieder der Familie in brandenburgische Dienste.
1690 kaufte der kurfürstliche Kammerherr Ernst Finck, genannt der „reiche Schäfer“, die Herrschaft Deutsch-Eylau mit Grundbesitz und Gerichtsbarkeiten. 1699 erwarb er auch die ehemalige Ordensburg Schönberg mit großem Grundbesitz und wurde mit dem Erbamt Schönberg belehnt. Seine Schwester heiratete den Vetter Albrecht Konrad Finck von Finckenstein (1660–1735). Dieser stand in den Diensten Friedrich Wilhelms I. und nahm an zahlreichen Kriegszügen teil, unter anderem verdienstvoll an der Schlacht bei Malplaquet. Als Oberhofmeister gehörte er zu den Erziehern Friedrichs des Großen. 1716–20 ließ er das Schloss Finckenstein erbauen. Am 4. Februar 1710 wurde er, zusammen mit seinem Vetter und Schwager Ernst (dem „reichen Schäfer“) sowie den Vettern Carl Wilhelm und Ludwig Ernst von Kaiser Leopold I. in den Reichsgrafenstand unter dem Namen Finck von Finckenstein erhoben.
Auch Albrecht Konrads Söhne standen in den Diensten Friedrichs II., Friedrich Ludwig (1709–1785) als Generalleutnant, Karl Wilhelm (1714–1800) als Staatsminister. Auch in späteren Generationen standen zahlreiche Finckensteins als Offiziere oder Staatsbeamte in preußischen Diensten.

### Besitzungen

#### Ostpreußen
Der erste, 1474 erworbene Sitz der Familie, Roggenhausen im Kreis Neidenburg, war noch im 17. Jahrhundert im Besitz der Familie, der Vater des 1680 geborenen Ernst Friedrich Finck von Finckenstein wird als Erbherr auf Roggenhausen erwähnt. In dem 1486 erworbenen Seewalde erbaute Albrecht d. J. 1562 ein Schloss; 1754 schenkte es die kinderlose Gräfin Barbara ihrem Neffen Ernst aus der Linie Finckenstein; 1783 war es nicht mehr im Besitz. Das 1572 erworbene Gilgenburg in Ostpreußen hielt die Familie Finck von Finckenstein bis in das 20. Jahrhundert hinein.

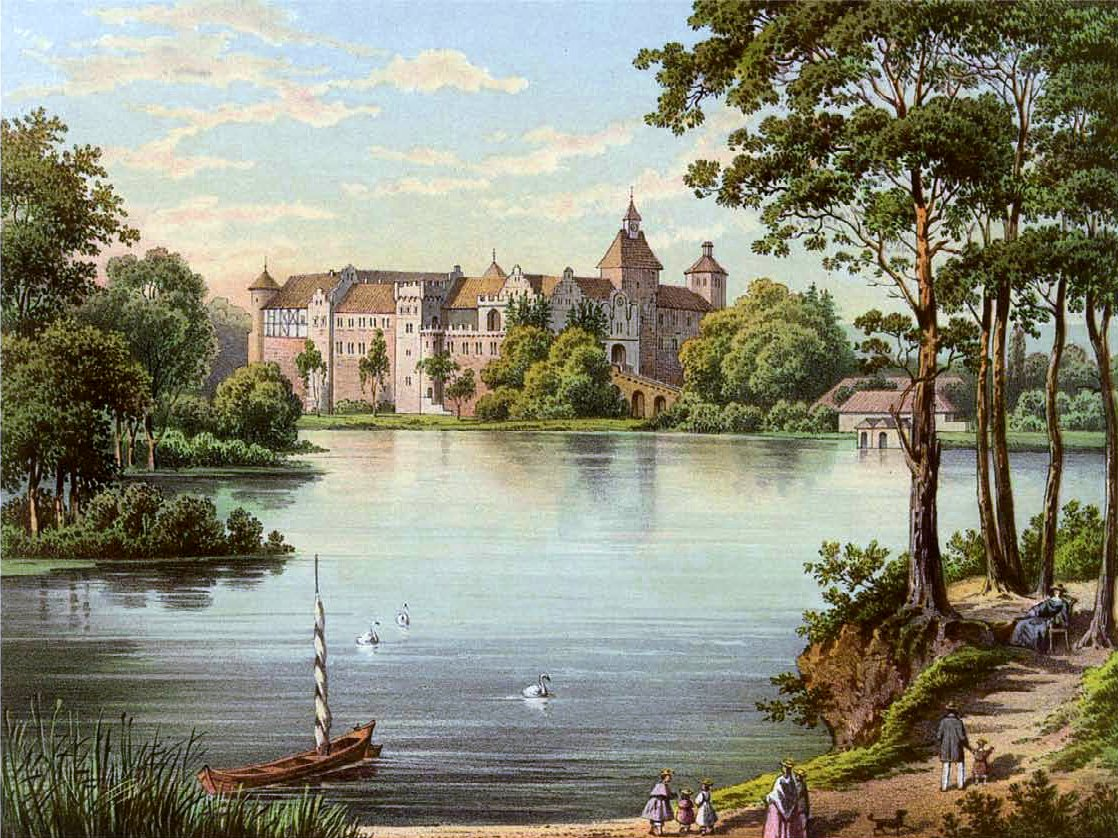
Burg Schönberg (um 1860)

Die 1699 von Ernst Finck von Finckenstein, dem „reichen Schäfer“, erworbene Burg Schönberg, ursprünglich eine Ordensburg des Deutschen Ordens samt einer Herrschaft von etwa 9.000 Hektar Grundbesitz, darunter die Ortschaften Sommerau, Steinersdorf, Stärkenau, Schepkau, Albrechtau und Falkenauer Krug, blieb als Fideikommiss bis 1945 in Finckenstein'schem Familienbesitz. Im 18. Jahrhundert gehörte auch Raudnitz zum Schönberger Besitz. Wilhelm Albrecht Graf Finck von Finckenstein, Erbhauptmann zu Deutsch Eylau, erbaute in Raudnitz 1735 ein neues Schloss (um 1784 verkauft). Auch das Gut Stradem gehörte zu Schönberg. Zu Beginn des 19. Jahrhunderts waren alle Güter der ostpreußischen Finckensteins noch einmal in einer Hand vereinigt; wenig später zerfiel der riesige Besitz aber und ging aufgrund der Belastungen durch die napoleonischen Kriege und die Stein-Hardenbergschen Reformen zum größten Teil durch Zwangsversteigerungen verloren. Das Gut Schönberg mit der alten Ordensburg blieb der Familie jedoch bis 1945 erhalten; sie wurde von sowjetischen Truppen niedergebrannt und ist heute Ruine.
1791 erbte Henriette geb. Freiin von Korff, Gemahlin des Grafen Georg Konrad Finck von Finckenstein (1748–1799), das Gut Jäskendorf bei Saalfeld mit etwa 2500 Hektar und mehreren Vorwerken. Der letzte Fideikommissherr von Jäskendorf war Karl Bonaventura Graf Finck von Finckenstein (1872–1950).
Ferner waren zeitweise Herzogswalde (bei Liebstadt), Rossitten und Simnau (bis 1929) im Besitz der Familie.
Das Schloss Finckenstein wurde von 1716 bis 1720 im Auftrag von Albrecht Konrad Finck von Finckenstein vermutlich durch Jean de Bodt entworfen und unter Leitung von John von Collas errichtet. Es blieb bis 1782 im Besitz der Familie, danach wurde es von den Burggrafen zu Dohna-Schlobitten erworben, die es bis 1945 besaßen.

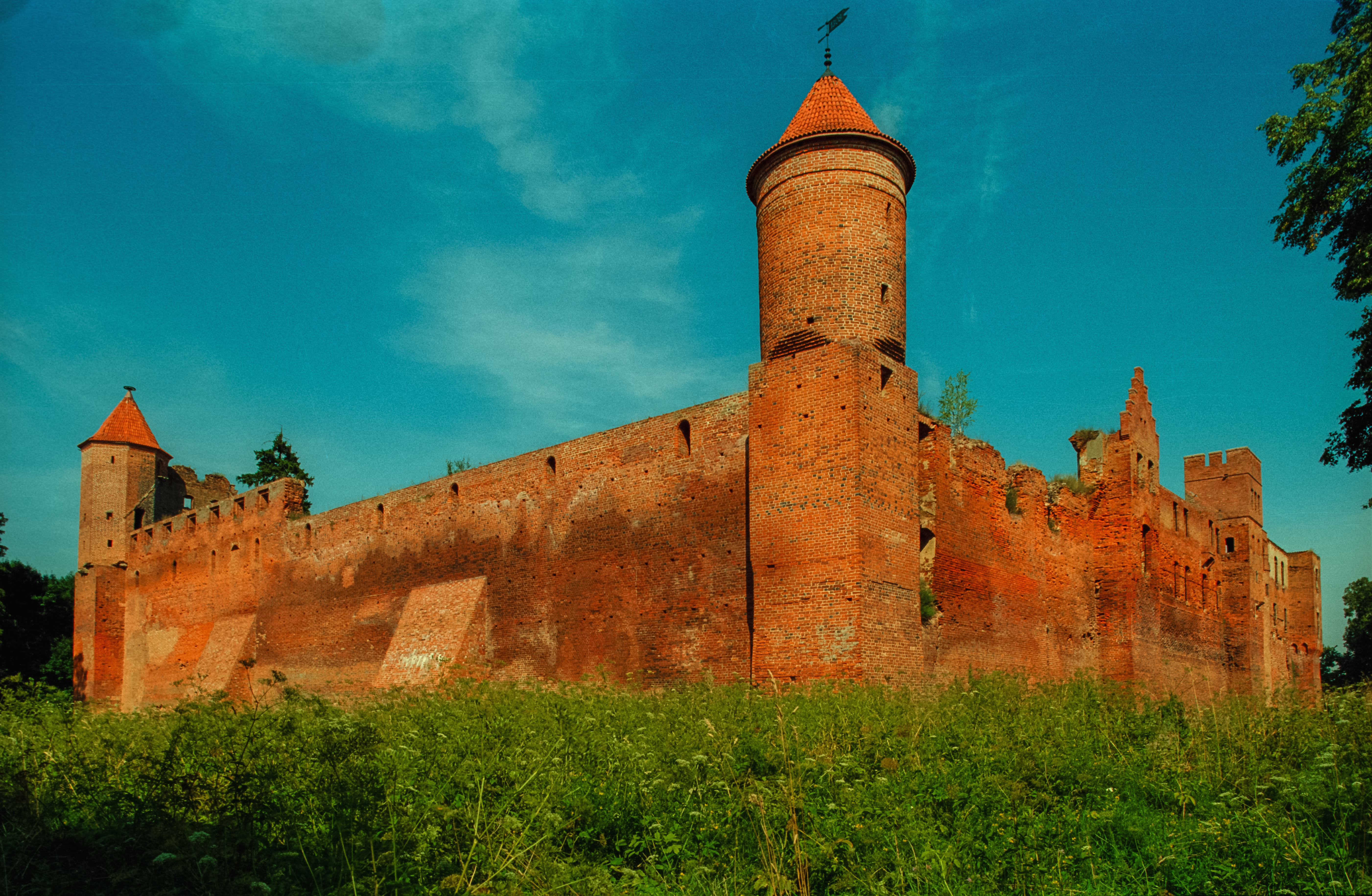
Burg Schönberg (heute Ruine)
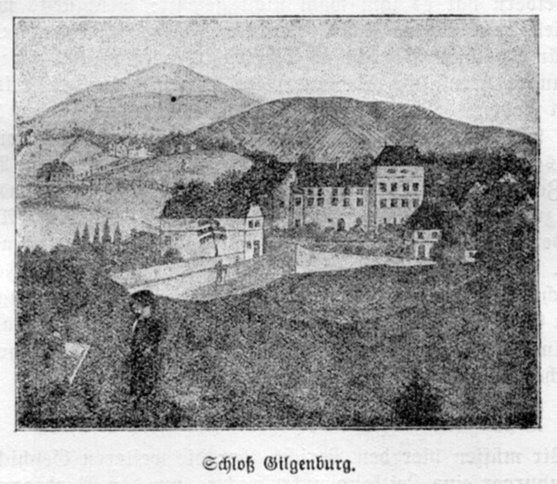
Schloss Gilgenburg (heute Ruine)
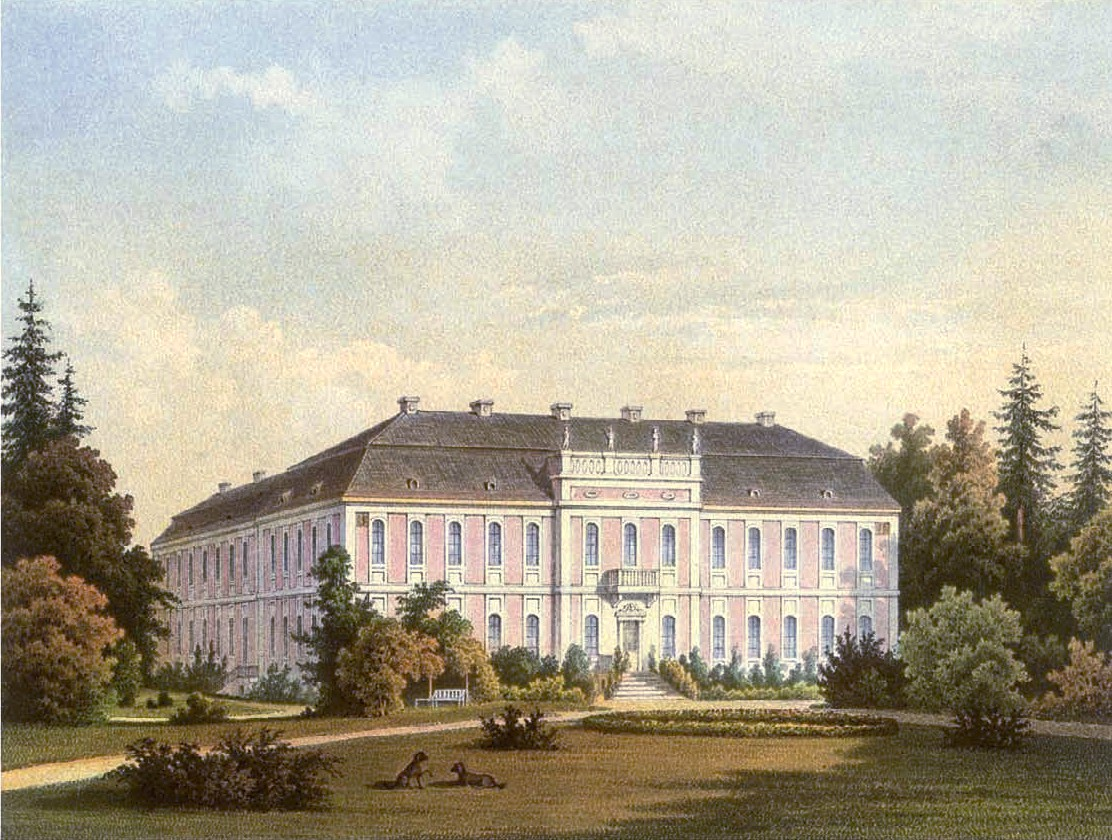
Schloss Finckenstein (heute Ruine)

#### Mark Brandenburg

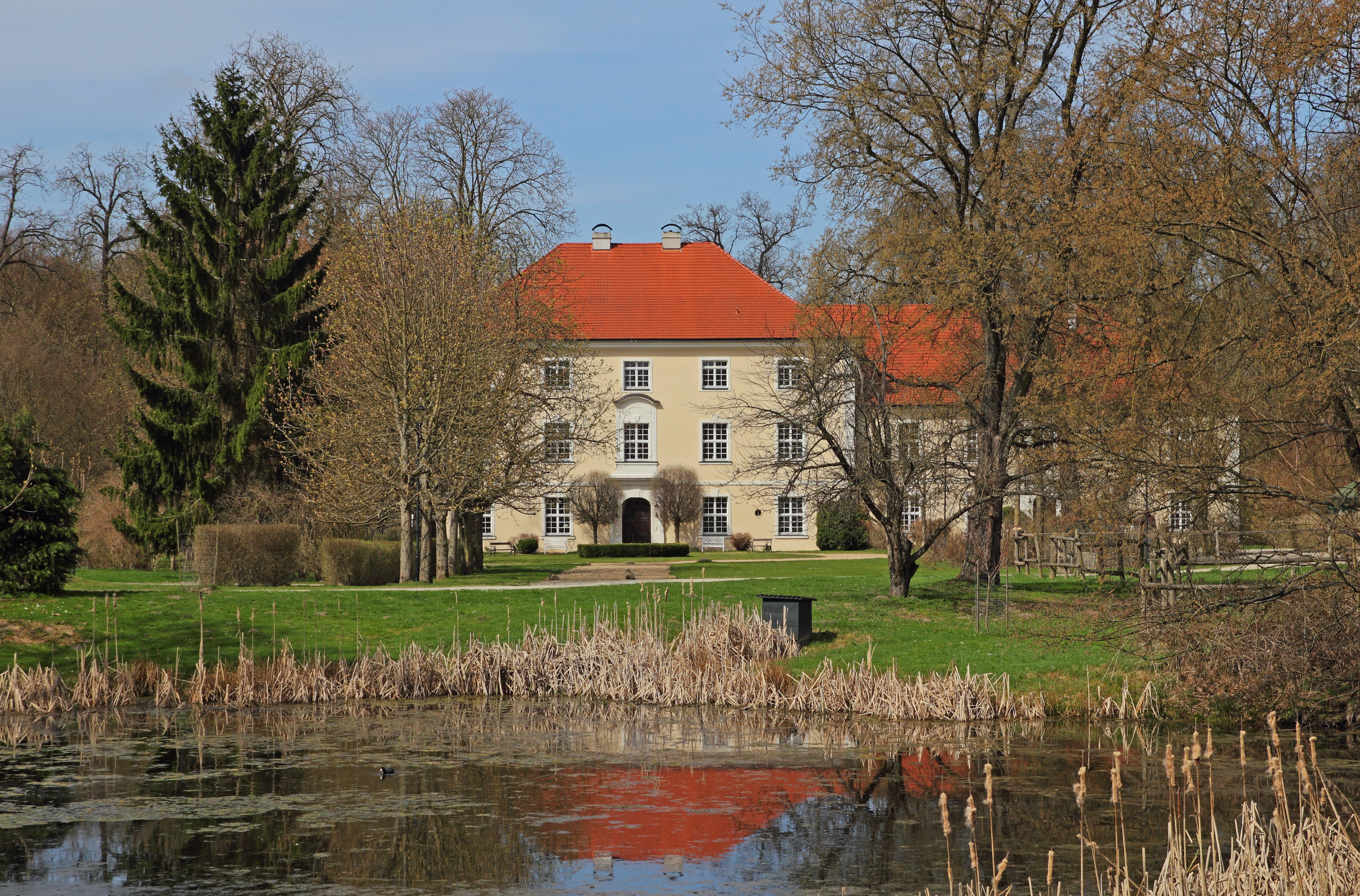
Gutshaus Alt Madlitz

Das Rittergut Alt Madlitz in der Mark Brandenburg wurde 1751 als erster Besitz außerhalb Ostpreußens von der Familie erworben. Das einfache Herrenhaus wurde im 18. Jahrhundert von Friedrich Ludwig Karl Finck von Finckenstein zu einem dreigeschossigen Landschloss ausgebaut. 1945 wurde das Gut im Rahmen der Bodenreform enteignet. Nach der Deutschen Wiedervereinigung erwarb der 1923 in Alt Madlitz geborene Karl Wilhelm Graf Finck von Finckenstein das Gut zurück und ließ das Herrenhaus renovieren. Nach seinem Tode 2010 erbte es sein Stiefsohn Hans-Detlef Bösel.
Im Jahr 1802 kaufte der Regierungspräsident von Frankfurt (Oder), Graf Wilhelm Finck von Finckenstein, das Gut Ziebingen von dem Johanniter-Ordenskomtur Carl Friedrich Ehrentreich von Burgsdorff; er und sein Erbe Friedrich Ludwig Karl Finck von Finckenstein gewährten den Burgsdorffs dort Wohnrecht. Bis 1945 gehörte das Gut der Familie.
Das Gut Reitwein kam 1842 durch die Heirat des Grafen Rudolf Finck von Finckenstein (1813–1886) mit Amalie von Burgsdorff, die 1849 starb, in die Familie. Günther Reichsgraf Finck von Finckenstein aus Reitwein wurde 1885 auch Besitzer von Triebusch im Kreis Lauban in Niederschlesien. Ebenfalls bis 1945 besaß die Familie dort das Gut Nieder-Schönbrunn.
Graf Günther Finck von Finckenstein erbte 1871 das Rittergut Trossin (Neumark) von einem Grafen von Voß, nachdem die Voß es 1808 bereits von den Finckenstein erworben hatten, die es seit 1804 kurzzeitig besaßen. Zu dieser Zeit umfasste das Gut eine Fläche von ca. 38.000 Morgen.
In der Mark Brandenburg erwarb die Familie noch weiteren Grundbesitz, darunter Kossar (heute Kosierz bei Dąbie), Drehnow und Trebichow im Landkreis Crossen (Oder) (von 1748 bis 1815).

Ziebingen, Neumark
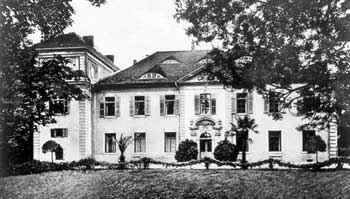
Reitwein, Mark
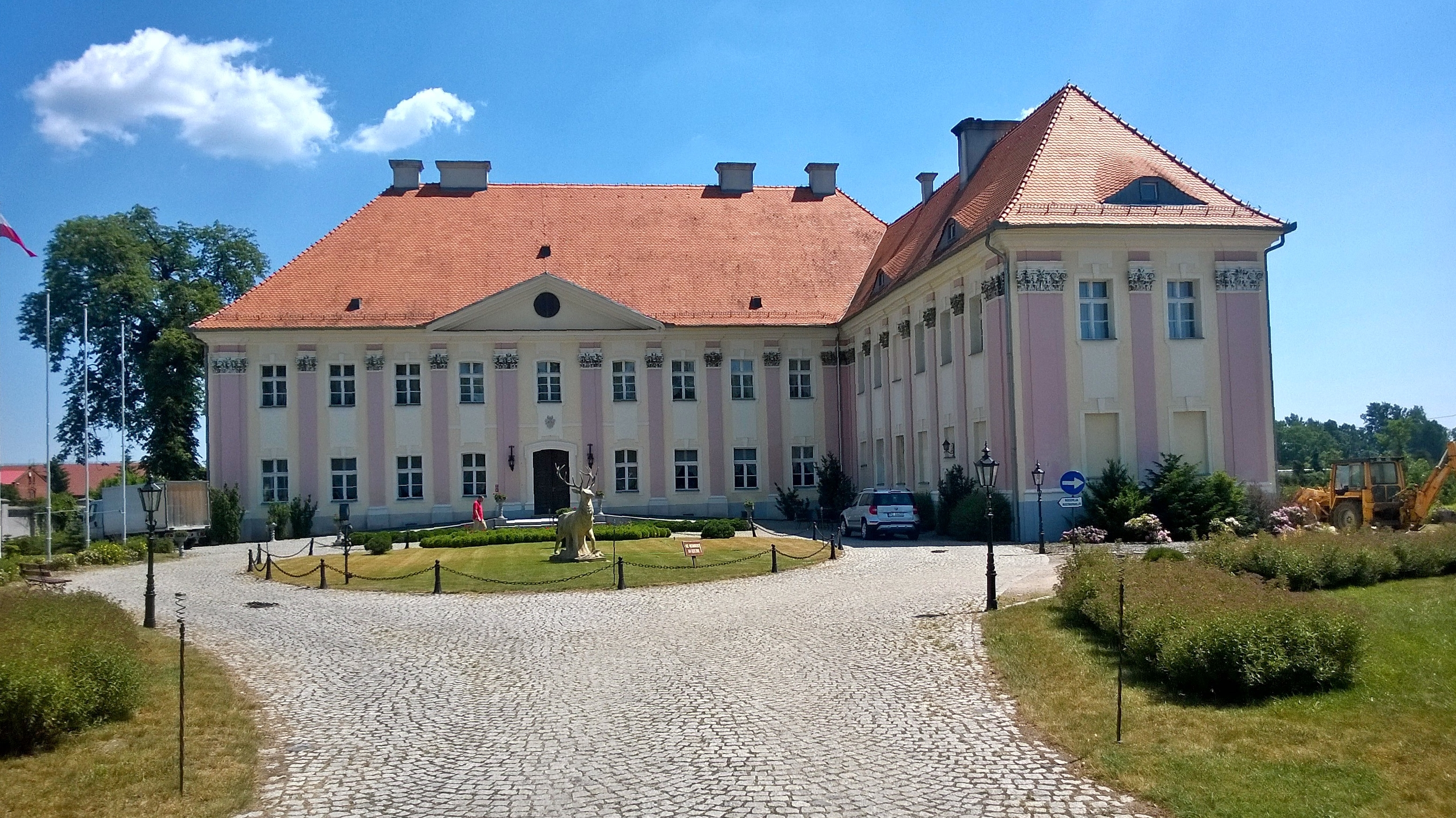
Triebusch, Niederschlesien
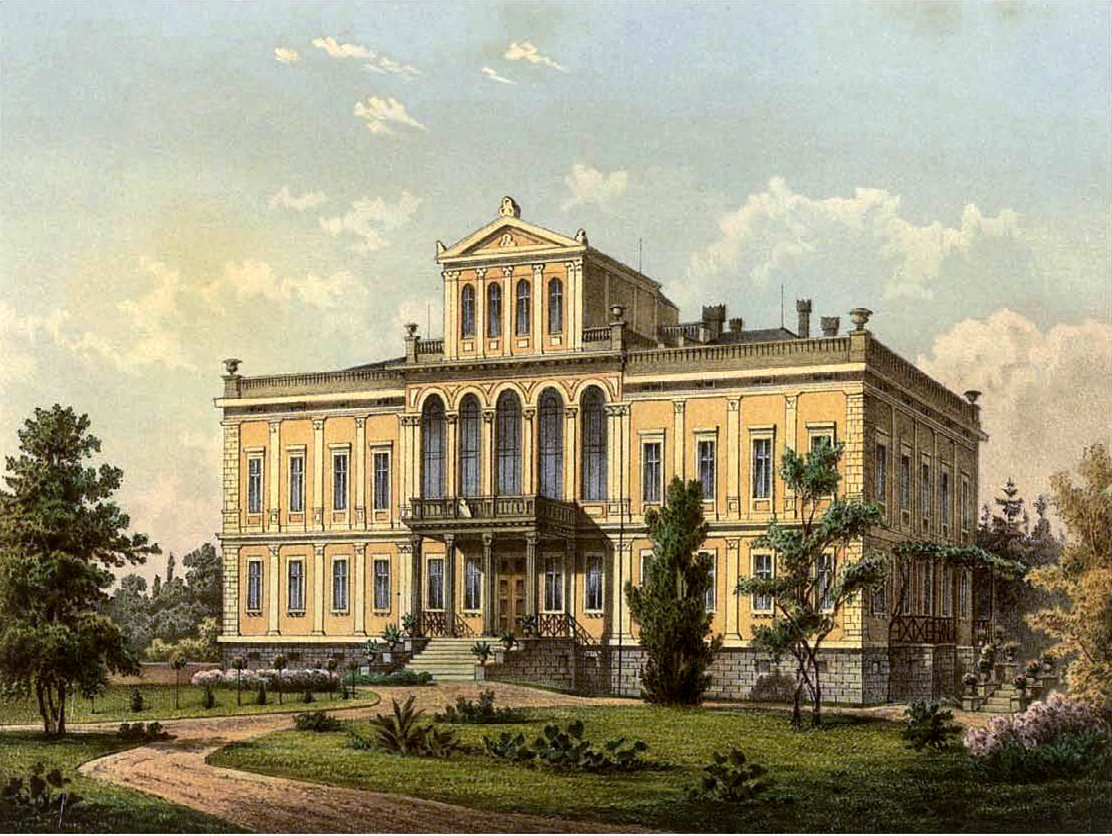
Nieder-Schönbrunn, Niederschlesien

## Wappen
Das Stammwappen zeigt auf blauem Grund zwei voneinander abgewendete goldene Halbmonde, überhöht von einem goldenen Stern. Auf dem Helm mit blau-goldenen Decken die Halbmonde und der Stern.
Motto des Wappens: „Sub Utraque Duce“ („Unter beider Führung“). Das Wappen erinnert an Wappen der Szlachta und wurde auch von den Familien Lniski und Skrzeszewski geführt.
| - Wappen aus der Szlachta - Wappengrafik von Otto Hupp im Münchener Kalender von 1928 - Wappen der Grafen Finck von Finckenstein - Wappen der Grafen Finck von Finckenstein mit Wahlspruch |

## Persönlichkeiten
Die Finckensteins stellten unter anderem viele bedeutende preußische Offiziere, Minister, Regierungsbeamte und Mitglieder des Preußischen Herrenhauses:

### Sonstige
- Georg Christoph Finck von Finckenstein (1632–1697), preußischer Staatsmann
- Hermann Christoph Finck von Finckenstein (1693–1758), herzoglicher Kanzler im Herzogtum Kurland und Semgallen (Baltische Linie)

## Weitere Literatur
- Die Sippe Rockhausen, Ernst Rieger, Artur Rockhausen, Johannes Webers, Eigenverlag, 1995.